# Lijst van pretparkongelukken
Deze (incomplete) lijst van pretparkongelukken geeft een chronologisch beeld van pretparkongelukken door de jaren heen.
| Datum      | Park                    | Attractie                        | Beschrijving |
| ---------- | ----------------------- | -------------------------------- | --- |
| 14/06/1986 | Galaxyland              | Mindbender                       | Er lieten 's avonds drie bezoekers het leven in Mindbender. Een vierde persoon raakte zwaargewond. Het draaistel van de achterste wagon van de trein liet los in het midden van de rit, waardoor het tijdens de rit over de rail heen en weer slingerde. Hierdoor verloor de trein te veel snelheid, waardoor hij uiteindelijk een looping niet haalde. De trein rolde terug achteruit, waarbij het achterste karretje naast de baan bengelde en tegen een betonnen paal knalde, wat de dood betekende voor drie van de vier inzittenden van dat karretje. De vierde werd zwaargewond met gebroken benen en zware verwondingen aan de borst naar het ziekenhuis gebracht, maar overleefde de klap. Uit onderzoek bleek dat het loslaten van het onderstel te wijten was aan ontbrekende bouten in het binnenste wiel (dat zijwaarts tegen de track duwt) aan de linkerkant van die wagon. |
| 14/09/1996 | De Efteling             | Efteling Stoomtrein Maatschappij | Een 63-jarige man is omgekomen. Bij de spoorwegovergang bij het Carrouselpaleis raakte hij onder de trein en overlijdt ter plekke. De toedracht blijft onduidelijk. De overweg wordt verbreed om de kans op dodelijke ongelukken te verkleinen. |
| 24/09/1997 | De Efteling             | Efteling Stoomtrein Maatschappij | Er ontspoort ter hoogte van de Stoomcarrousel een van de rijtuigen, waarbij de laatste twee wagons kantelen. Zeven mensen liepen daarbij verwondingen op. |
| 00/00/1998 | Phantasialand           | Colorado Adventure               | De achtbaan Colorado Adventure werd door een brand getroffen. De oorzaak van de brand was onbekend. Het gevolg van de brand was dat de achtbaan tijdelijk niet geopend kon worden. |
| 12/08/2000 | De Efteling             | Efteling Stoomtrein Maatschappij | De trein bij het Carrouselpaleis komt in botsing met een 6-jarig meisje, dat met lichte verwondingen afgevoerd wordt per ambulance. |
| 01/05/2001 | Phantasialand           | Grand Canyon Bahn                | Er brak in Phantasialand na een mogelijk defect een grote brand uit in de achtbaan Grand Canyon Bahn. Vanwege het vele hout en de thematisering sloeg de brand snel om zich heen naar de naastgelegen achtbaan: de Gebirgsbahn. Er vielen geen doden ten gevolge van de brand. Wel waren er 70 gewonden. De attracties liepen veel schade op en zijn om die reden afgebroken. |
| 07/09/2003 | Wicksteed Park          | Mini Railway                     | Twee personen raakten gewond, nadat het voertuig ontspoorde. |
| 08/05/2005 | Toverland               | Backstroke                       | Er vond een ongeluk plaats in het Attractiepark Toverland. Een bootje van de boomstambaan Backstroke werd niet genoeg afgeremd en vloog uit de baan. Twee van de zes inzittenden raakten hierbij gewond en werden naar het ziekenhuis overgebracht. Later bleek dat het ongeluk veroorzaakt werd door een te laag waterpeil in de attractie. De boomstambaan werd kort na het ongeluk weer veilig verklaard. |
| 03/08/2005 | Plopsaland De Panne     | De Draak                         | Een 8-jarig jongetje uit Breda had z'n hoofd gestoten door een attractie. Het jongetje was achter de bosjes van de attractie gekropen en kwam aan de achterkant van het kasteel van de draak terecht; hij was toen onopgemerkt de noodtrap op gegaan en kwam in het kasteel uit. Vervolgens kwam hij op het station van de attractie. Het kind werd toen gegrepen door een binnenlopend karretje. Tijdens het wegspringen heeft hij z'n hoofd zwaar gestoten en werd het jongetje in kritieke toestand overgebracht naar het ziekenhuis in Veurne. |
| 21/10/2005 | De Efteling             | De Vliegende Hollander           | Er vond een arbeidsongeval in de Efteling plaats met een dode als gevolg, waarbij een externe medewerker tijdens de bouw van De Vliegende Hollander een val van 4 meter maakte. |
| 05/07/2006 | Parc Astérix            | Romus & Rapidus                  | Er verdronk een 6-jarig Belgisch kind tijdens de rit La Descente du Styx. Hij werd opgezogen door de waterpompen die werden gebruikt om de stroom in de bodem van het kanaal te creëren. De rit werd toen hernoemd naar Romus & Rapidus om het slechte gebeuren af te werpen. |
| 14/04/2007 | Duinrell                | Mad Mill                         | Een deel van de attractie Mad Mill was ingestort. Er vielen geen gewonden, aangezien het op dat moment erg rustig was in het park. |
| 29/04/2007 | Legoland Billund        | X-treme Racers                   | een 21-jarige medewerkster van het attractiepark is overleden, nadat ze een portefeuille wilde pakken voor een bezoeker. De medewerkster was over een veiligheidshek geklommen om de portefeuille te pakken die een bezoeker was verloren tijdens de rit in X-treme Racers. De medewerkster werd geraakt door een karretje en was op slag dood. |
| 05/06/2007 | Phantasialand           | Talocan                          | Er heeft bij de topspin Talocan een gasexplosie voorgedaan. Door een technische fout explodeerde er een gasfles, waardoor één medewerker gewond raakte. Door de explosie liepen een aantal technische gedeeltes van de attractie schade op. |
| 24/03/2008 | Bobbejaanland           | Bobby Drop                       | Een zevenjarig kind valt uit een bootje van de waterglijbaan Bobby Drop. Hij werd naar de EHBO-post gebracht. De attractie bleef operationeel. |
| 15/07/2008 | Liseberg                | Rainbow                          | Er raken 23 mensen gewond, waarvan vier ernstig, nadat bij de attractie Rainbow de gondel gedurende de rit niet horizontaal bleef hangen en tegen de grond botste. |
| 01/05/2009 | De Efteling             | Efteling Stoomtrein Maatschappij | De trein komt in botsing met een vrachtauto op de onbewaakte dienstovergang achter het Sprookjesbos. De trein ontspoort maar er zijn geen gewonden. |
| 17/05/2009 | Attractiepark Slagharen | Octopus                          | Een Duitse vrouw en haar 7-jarige neefje raakten gewond. Tijdens het instappen in de attractie Octopus (die later werd hernoemd naar El Torito) werd het duo geraakt door een stalen arm van de al draaiende attractie. Ze werden een aantal meter over de grond gesleept. |
| 08/07/2009 | Wunderland Kalkar       | Zweefmolen                       | Een negenjarig meisje uit Haarlem raakte gewond na een val als gevolg van een defecte veiligheidsgordel in de zweefmolen. |
| 30/10/2010 | De Efteling             | Bobbaan                          | Er vond een botsing plaats tussen twee sleeën van de Bobbaan. Het ongeluk kon gebeuren doordat een slee uit de baan moest worden gehaald waarbij de volgende slee met lage snelheid tegen zijn voorligger aan kwam. De dagen hierna is de attractie nog gesloten geweest om de oorzaak te achterhalen en voor het uitvoeren van een aantal tests. |
| 14/05/2011 | Phantasialand           | Black Mamba                      | Er was een man overleden in de Black Mamba. Volgens de politie is de 48-jarige man tijdens het ritje gestorven. Toen iedereen uitstapte, bleef hij zitten. Pogingen om hem te reanimeren mochten niet meer baten. De man leed aan suikerziekte en overleed aan een hartaanval. Hij was in het pretpark als begeleider van een groep jongeren. |
| 00/02/2012 | Hopi Hari               | La Tour Eiffel                   | Er overleed een 14-jarig meisje na een val uit de vrije val-attractie La Tour Eiffel. Volgens getuigen schoot tijdens de rit haar veiligheidsbeugel open, waarna ze uit haar stoel viel. |
| 29/05/2012 | De Efteling             | Gondoletta                       | Een van de boten met daarin vier jongeren was omgeslagen, nadat deze jongeren de boot heen en weer lieten schommelen. Een van de jongeren kwam hierdoor vast te zitten onder de boot. |
| 00/00/2014 | Holiday Park            | Spinning Barrels                 | Er kwam een 11-jarig meisje om het leven bij de Breakdanceachtige attractie Spinning Barrels nadat ze was geraakt en meegesleurd door een van de draaiende plateaus met gondels. Het meisje liep rond in het gebied van de draaiende attractie. Vermoedelijk was ze over een hek geklommen. |
| 20/04/2014 | Duinrell                | Waterspin                        | Een tandwiel van de schommel brak af, waardoor de schommel scheef kwam te staan. |
| 23/07/2014 | Toverland               | Djengu River                     | Vier van de acht bezoekers uit dezelfde boot waren naar het ziekenhuis gebracht i.v.m. rugklachten na een rit in Djengu River. Uit onderzoek bleek dat de boot defect was. De boot schepte te veel water waardoor het te zwaar werd. |
| 02/06/2015 | Alton Towers            | The Smiler                       | Vier mensen raakten zwaargewond aan de ledematen bij een botsing tussen twee treinen van de achtbaan The Smiler. Een lege trein die eerder als proef werd verstuurd was stilgevallen op de baan. Het veiligheidssysteem stopte daarop de volgende trein, maar een medewerker liet de trein doorrijden zonder eerst te controleren of de baan vrij was. Bij twee van de inzittenden op de voorste rij moest ten gevolge van de crash een been geamputeerd worden. |
| 25/08/2015 | De Efteling             | Gondoletta                       | Er was op een van de boten een boom gevallen waarbij drie mensen gewond raakten. |
| 24/10/2015 | Tivoli Gardens          | Nautilus                         | Een 5-jarige Nederlandse jongen viel uit de attractie, nadat deze zijn veiligheidsriem zou hebben losgemaakt. Hij viel vervolgens twee à vier meter naar beneden en kwam hierbij op een andere vrouwelijke bezoeker terecht, die zijn val brak. |
| 04/10/2016 | De Efteling             | IJspaleis                        | Een externe medewerker was overleden bij de opbouw van het IJspaleis op de Speelweide, tussen Carnaval Festival en de Stoomcarrousel. Hij raakte zwaargewond toen hij onder de vorken van een heftruck belandde. De man werd nog gereanimeerd, maar overleed niet veel later. |
| 04/02/2017 | Chaochua Park           | Travel Through Space             | Er gebeurde een dodelijk ongeluk met deze topspin-attractie. Tijdens de rit brak de veiligheidsgordel van een 13-jarig meisje waardoor ze eerst een volledige rotatie aan één been aan de gondel bengelde en daarna naar beneden viel. Vervolgens kwam de gondel bovenop haar neer en werd ze geplet tussen de gondel en de grond. De volgende dag werden alle topspins in China gesloten door de autoriteiten om verplicht gekeurd te worden door de producent. |
| 09/05/2017 | Drayton Manor           | Splash Canyon                    | Op dinsdag 9 mei 2017 gebeurde een dodelijk ongeluk op deze Rapid river van Intamin. Een meisje van 11 viel uit een bootje en raakte zwaargewond. Later overleed ze in het ziekenhuis. |
| 05/08/2017 | De Efteling             | Bobbaan                          | Er vond er een kleine botsing plaats tussen twee voertuigen. De oorzaak hiervan was het gevolg van regen waardoor één voertuig door de remmen schoot. Niemand raakte hierbij gewond. De attractie zelf bleef hierna voor onbepaalde tijd gesloten voor onderzoek. |
| 28/10/2017 | Bobbejaanland           | Aztek express                    | Een 67-jarige man viel tussen twee gondels van de rupsbaan Aztek Express, een attractie die al van 1996 in het park staat en waarmee nooit eerder iets is voorgevallen. De man werd zwaargewond afgevoerd naar het ziekenhuis, waar hij twee dagen later overleed aan zijn verwondingen. Uit respect voor de familie werd het vuurwerk op de eerste Halloween-nocturne afgelast. De rupsbaan bleef de rest van het seizoen dicht. |
| 26/05/2018 | Europa-Park             | Piraten in Batavia               | Er was een grote brand uitgebroken in de attractie Piraten in Batavia, een groot deel van de darkride werd door de brand verwoest, ook de naastgelegen gebieden Nederland en Scandinavië werden door de brand getroffen, verder waren er geen gewonden. |
| 22/08/2019 | Ferrari Land            | Red Force                        | Er had een Noord-Ierse toerist uit Belfast een ritje gemaakt in de Red Force. Nadat hij met 180 Kilometer per uur gelanceerd werd voelde hij een scherpe pijn in zijn borst. Hij dacht dat het een hartaanval was en ging met z'n familie naar de EHBO post van het park, maar daar werd niets gevonden. Een dag later in het hotel werd hij wakker in een bed met rode lakens, toen bleek het dat hij 's nachts heel veel bloed had opgehoest. In het ziekenhuis kreeg hij te horen dat hij een klaplong had opgelopen. Na zijn operaties in het ziekenhuis mocht hij niet vliegen en moest hij de achtbanen links laten liggen. |
| 27/05/2022 | Sprookjesbos Valkenburg | Calidius                         | Incident met de op 11 september 2021 geopende attractie Calidius, een 10 meter hoge ballonnenmolen. Op 27 mei 2022 om kwart voor drie kwam er tijdens het ronddraaien van de attractie een karretje los. Dit karretje waarin twee volwassenen en twee kinderen hadden plaatsgenomen, viel zo'n 5 tot 6 meter naar beneden. De twee volwassenen en een van de kinderen raakten gewond en moesten worden afgevoerd naar het ziekenhuis. De vierde inzittende, eveneens een kind, kwam er met de schrik van af. |
| 11/08/2022 | Legoland Deutschland    | Fire Dragon                      | In de achtbaan kwam een karretje plotseling tot stilstand op een plek waar dat niet de bedoeling was, met als gevolg dat het tweede karretje erop botste. Er vielen 31 gewonden, waarvan één ernstig. |
| 30/05/2023 | De Efteling             | Raveleijn                        | Rond 11:45 ontstond er tijdens een show brand in een van de decorstukken. Het theater werd ontruimd. Er vielen geen gewonden en de brand werd geblust door de brandweer. |
| 30/05/2023 | De Efteling             | Efteling Stoomtrein Maatschappij | De locomotief kwam in botsing met een betonwagen. Hierbij zijn enkele bezoekers lichtgewond geraakt. Het ging mis in de buurt van de attractie Joris en de Draak, waar vrachtwagens reden in verband met de bouw van de nieuwe attractie Danse Macabre. |
| 25/06/2023 | Gröna Lund              | Jetline-achtbaan                 | De voorste wagen van de achtbaantrein ontspoorde, waardoor meerdere passagiers uit de attractie vielen. Één persoon kwam hierbij om het leven en meerdere mensen raakten gewond. |